# Resolutionön
Resolutionön (engelska: Resolution Island) är en av Kanadas arktiska öar i provinsen Nunavut.  Ön ligger utanför Baffinöns sydöstra udde och har en area på 1 015 km².
Till Resolution förlades en amerikansk militärbas som togs i drift 1954 som en del av militärprogrammet Distant Early Warning (DEW). Basen övergavs 1973 och överlämnades till Kanada följande år. Då platsen undersöktes mellan 1987 och 1990 upptäcktes polyklorerade bifenyler i marken som förmodligen orsakats av spill från isolering till radarutrustning. Även andra gifter har hittats i byggnader och omkringliggande terräng: transformatorvätskor, kolväten, asbest och tungmetaller. Man har kunnat konstatera att nivån av PCB i Resolution är den högsta bland de militärbaser som faller under Indian and Northern Affairs Canadas (INAC) jurisdiktion.
1993 och 1994 slutfördes en miljöutredning av området. Man uppförde därefter temporära barriärer för att förhindra att PCB:n flöt ut i vattnet. Ytterligare undersökningar gjordes vilket ledde till att INAC 1997 togs initiativet till saneringsarbeten med företaget Qikiqtaaluk (QC). En restaureringsplan upprättades tillsammans med Environment Canada, QC och Queen's University. Under tiden har olika åtgärder vidtagits för att säkerställa att gifterna inte äventyrar människor eller miljön.